# Parapherocera
Parapherocera är ett släkte av tvåvingar. Parapherocera ingår i familjen stilettflugor.
Kladogram enligt Catalogue of Life:
| Parapherocera | \| \| Parapherocera macswaini \| \| \| \| \| \| Parapherocera montana \| \| \| \| \| \| Parapherocera wilcoxi \| \| \| \| |
|               | \| \| Parapherocera macswaini \| \| \| \| \| \| Parapherocera montana \| \| \| \| \| \| Parapherocera wilcoxi \| \| \| \| |
|               | Parapherocera macswaini                                                                                                   |
|               | |
|               | Parapherocera montana |
|               | |
|               | Parapherocera wilcoxi |
|               | |